# 千の刃濤、桃花染の皇姫
『千の刃濤、桃花染の皇姫』（せんのはとう、つきそめのこうき）は、オーガストより2016年9月23日に発売された18禁恋愛アドベンチャーゲーム。公式略称は「千桃」（せんもも）。
オーガスト第10作。同ブランドでは『穢翼のユースティア』に次いで2作目となる、シリアス要素を多く含むファンタジー作品である。戦争を題材にしており、程度は軽いが流血表現や残酷描写も多々見られる。一方、日常シーンやオーガストらしいノリの軽さも健在である。萌えゲーアワード2016の9月月間賞、金賞・グラフィック賞を受賞した。
また2019年にはファンディスク『千の刃濤、桃花染の皇姫 -花あかり-』が制作され、こちらは萌えゲーアワード2019の金賞・ファンディスク賞を受賞した。

## 発売履歴
2014年8月16日に開催された「AUGUST Summer Vacation in AKIHABARA」で本作の制作発表が行われ、2015年冬発売予定とされた。
2016年9月23日に初回版が発売された。9月28日には通常版の販売に切り替えられた。
2017年12月21日にPlayStation 4/PlayStation Vita版がARIAから発売された。
2019年9月27日には『千の刃濤、桃花染の皇姫 -花あかり-』が発売された。
2022年7月28日にはNintendo Switch版がエンターグラムより発売された。

## システム・特色
オーガスト作品では初めてタブレットPCに正式対応したものとなっている。タブレットモードを選択した際には画面タップで物語を進行、フリックでセーブ/ロード/スキップを行えるようになるなど、タッチ操作への最適化が図られている。タブレットPCへの対応に伴って、従来のオーガスト作品では必須となっていたゲーム開始時のメディア認証がなくなり、常時ディスクレスでプレイできるようになった｡
DVD版にはWindowsダウンロード版・Android版のプロダクトコードが含まれている。ダウンロード版はオンラインセーブにも対応しており、タブレットPC、デスクトップPC、スマートフォン等の各デバイスでセーブデータをリアルタイムに共有し、並行してプレイすることが可能である。なお、Android版はDVD版を購入したユーザー限定の製品となり、単体での販売は予定されていない。

## ストーリー
皇国歴2142年、世界の大半を支配するオルブライト共和国（略称「共和国」）は豊葦原瑞籬内皇国（とよあしはらのみずがきのうちのすめらみことのくに）（略称「皇国」）への侵攻を開始。首都・天京の防壁「呪壁」は原因不明の障害により機能せず、皇国を守護する「武人」も空爆で大半が死亡した。皇国宰相・小此木時彦が皇帝「蘇芳帝」を弑逆し、皇国は敗戦する。
敗戦から三年後、先代蘇芳帝の唯一の娘にして正統なる帝位継承者である宮国朱璃は、母を殺した小此木時彦に復讐するため、天京へ帰還する。戦争の中で記憶を失った武人の鴇田宗仁、現在の皇帝「翡翠帝」こと鴇田奏海、若くして「齋巫女」を務める椎葉古杜音、武人の地下組織「奉刀会」を率いる稲生滸、共和国総督の娘エルザ・ヴァレンタインと出会い、物語が始まる。

## 世界観・用語
（出典：『千の刃濤、桃花染の皇姫』Ver 1.10本編）
豊葦原瑞籬内皇国（とよあしはらのみずがきのうちのすめらみことのくに）
万世一系の皇家により統治されている国家。略称は「皇国」。
「大御神」（おおみかみ）は遙か昔、混沌より地上の楽園を作り出したが、長い年月が経つうちに、蛮族が跋扈する土地になった。大御神は「高天原」（たかまがはら）から自らの子である「緋彌之命」（ひみのみこと）を地上へ遣わし、緋彌之命は呪術と人徳で蛮族を手なずけ、国土の統一を果たした。以来二千年余り、緋彌之命の子孫が皇帝として皇国を統治し続けている――と『帝記』には記されている。
皇都は「天京」。敗戦後、蘇芳帝の後を継いで翡翠帝が即位している。実権を握る宰相は小此木時彦。
オルブライト共和国
略称は「共和国」。皇国を占領した後、共和国総督が皇国政府に対して指導するという形で皇国領の統治を行っている。
総督は、三年前（皇国歴2173年）の戦いで共和国軍を率いたウォーレン・ヴァレンタイン。戦後も皇国に留まり、占領政策を推し進めている。
武人
皇国において、身体に「呪紋」を持つ存在。武人の共通の祖先を「大祖」と呼ぶが、大祖の子孫には「武人因子」が引き継がれており、武人因子が発現することにより超人的な強さが得られる。因子が発現するかはおおよそ十歳までに決まり、発現した者の身体には例外なく「呪紋」が浮かび上がる。この呪紋を持つ者を武人という。男性はほぼ例外なく武人因子が発現するが、女性で武人となる者はごく少数である。
武人を統べる稲生、槇、更科の三家を指して「三祖家」という。中でも稲生家は大祖を輩出した家系であり、家格が最も高い。「規律の稲生家」、「武勇の槇家」、「調和の更科家」と呼ばれている。
呪装刀
幾人もの巫女が己の命を捧げて鍛え上げた刀。武人の超人的な戦闘力は呪装刀によりさらに引き上げられる。中には刀身に炎や冷気を纏っていたり、所持者の身体能力を強化したりする「業物」もある。戦後直ちに、皇国により呪装刀の所持が禁止され、大半が没収されてしまった。奉刀会も例外でなく、現状は会員の半数程度にしか行き渡っていない。数に勝る皇国軍に立ち向かうため、奉刀会は呪装刀を回収している。
巫女
巫女とは女性の神職である（男性の神職を禰宜という）。神職とは「大御神」やその祖先神を信仰の対象とする「天道」の司祭であり、厳しい修行により呪術を体得し、古来武人と共に皇国の防衛に関わってきた。斎巫女（いつきのみこ）は約5,000人の神職を総べる要職であり、人品、呪力、学力全てにおいて優れた巫女が選ばれる。古杜音は未熟ながら第192代の斎巫女に選ばれた。呪装刀を研ぐのは巫女の役目である。
奉刀会
戦後まもなく武人の互助組織として結成された。武人への職業斡旋、戦争遺族の支援を表向きの活動としつつ、裏では皇国再興を目指して決起の準備を進めていた。「八月八日事件」により壊滅状態となり、現在は地下組織として活動している。会長は三祖家の筆頭・稲生家の当主刻庵だが、現在は娘の滸が代理を務めている。副会長は同じく三祖家当主の槇数馬。幹部連の他は、一番隊から十番隊までの実働部隊に分かれている。
八月八日事件
二年前の八月八日、ウォーレンの娘・エルザ率いる共和国軍の部隊が奉刀会の本部に突入。会長の稲生刻庵を始め多くの幹部を殺害ないし拘束した。奉刀会は表向き壊滅し、生き残りの会員は地下に潜伏した。このとき三祖家の更科家は奉刀会を脱会している。エルザは武人鎮圧の功により、共和国の英雄となった。

## 登場人物
声はPC版 / PS4・PS Vita版。

### 主人公
鴇田 宗仁（ときた そうじん）
声 - 春野風 / 羽多野渉
身長：179cm。好物：豆腐
呪装刀：
中級武人家系「鴇田」出身の武人。「翡翠帝」こと鴇田奏海の義兄。先の戦い負った傷が原因で記憶を無くし、戦後は花屋で働きながら学生として平穏な学園生活を送る。

### ヒロイン
宮国 朱璃（みやぐに あかり）
声 - 遥そら / 仙台エリ
誕生日：2月28日（うお座）、身長：158cm、スリーサイズ：85(D)/57/84。好物：あんみつ
呪装刀：宵月
先代皇帝「蘇芳帝」の一人娘、本来の帝位継承者。本名は「桃花染皇女」（つきそめのひめみこ）で、「宮国朱璃」は一般人に偽装するための名前である。天京帝立学院に正体を隠して転校するが高貴さは隠し切れていない。
武人ではないが呪装刀が扱え、戦闘時に着る呪装具「花あかり」によって武人並みの戦闘力を得られる。呪装刀の「宵月」で更に身体能力が向上する。
Twitterキャラクター人気投票では3位。
鴇田 奏海（ときた かなみ）
声 - 猫村ゆき / 戸板優衣
誕生日：8月20日（しし座）、身長：148cm、スリーサイズ：74(B)/52/76。好物：ところてん
敗戦後に即位した皇帝「翡翠帝」。正体は中級武人家系「鴇田」の娘であり、皇家とは血の繋がりがない。共和国の傀儡としてではあるが、皇国のために尽くし、国民の間では絶大な人気を誇っている。
Twitterキャラクター人気投票では4位。
椎葉 古杜音（しいのは ことね）
声 - 小鳥居夕花 / 高森奈津美
誕生日：10月27日（さそり座）、身長：155cm、スリーサイズ：89(E)/59/86。好物：すき焼き
巫女一族の末裔で、現代の齋巫女。先代の齋巫女（「御先代様」）の弟子として、敗戦の三年後に翡翠帝により新たな齋巫女に任命された。明るく前向きな性格の、周囲を明るくするムードメーカー。
Twitterキャラクター人気投票では2位。
稲生 滸（いのう ほとり）
声 - 波奈束風景 / 中島沙樹
誕生日：5月19日（おうし座）、身長：161cm、スリーサイズ：83(C)/57/83。好物：緑茶と納豆ごはん
呪装刀：初霜、不知火
宗仁とは幼なじみの武人。武人「三祖家」のひとつ・稲生家の当主の娘で、地下武人組織「奉刀会」の会長代行を務めている。会の活動資金を調達するためアイドル「菜摘」として秘密裏に活躍している。
稲生家伝来の宝刀「不知火」は武人の棟梁の証であり、天上の劫火とも評される灼熱の炎を巻き上げる。その炎は槙をして「不知火が燃えている限り武人に敗北はない」と言わしめる。
Twitterキャラクター人気投票では1位。
エルザ・ヴァレンタイン
声 - 奏雨 / 尾崎真実
誕生日：4月10日（おひつじ座）、身長：158cm、スリーサイズ：85(D)/58/86。好物：チョコレート
共和国総督の娘であり天京帝立学院の生徒会長。共和国は正義の方と考えており、占領後は皇国の特権的身分制度を解体した。その一方で総督の父の高圧政策に反対し、民主主義を重視している。皇国文化は嫌いだが、お風呂は好きであり長いときには3時間の入浴を行うこともある。
Twitterキャラクター人気投票では5位。

### サブヒロイン
来嶌・マクスウェル・紫乃（くるしま・―・しの）
声 - 二郷あずさ / 大地葉
誕生日：1月10日（やぎ座）、身長：159cm、スリーサイズ：86(D)/58/87。好物：肉
皇国人の父と、共和国人の母を持ち、皇国を代表する財閥の跡取り娘で現在は総帥。
更科 睦美（さらしな むつみ）
声 - 雨音遊 / 大津愛理
誕生日：12月8日（いて座）、身長：169cm、スリーサイズ：88(D)/56/87。好物：さきイカ
呪装刀：霞
「三祖家」のひとつ・更科家の当主。現在は奉刀会を脱退し、小料理屋「美よし」を営んでいる。
呪装刀「霞」は自身を周囲の風景と溶け込ませる他、更科家の強すぎる闘争本能を抑える働きがある。
伊那 子柚（いな こゆず）
声 - 羽鳥いち / 竹内仁美
誕生日：7月21日（かに座）、身長：143cm、スリーサイズ：70(A)/51/73。好物：餅
呪装刀：子狐丸、黒狐
奉刀会の隠密役。伊那家の最後の生き残り（現当主）。
伊那家は隠密の技を伝える武人の家系であり、敵地潜入や情報収集を代々得意としてきたが、共和国軍との戦いで子柚を除いて全滅してしまった。子柚は戦いのさなか滸に命を救われており、以来心酔しきっている。
奉刀会では共和国軍の情報収集を担当し、任務とあらば危険な敵地へも乗り込んでいく。子柚の呪装刀「子狐丸」には所持者の感覚を動物並に鋭敏にさせて隠密性を高める能力があり、潜入と生還に役立っている。ただし所持者には狐の耳と尻尾が生えてしまう。伊那家伝来の宝刀「黒狐」はそれを更に強力にしたもので、気配はおろか姿すら見えなくなる。
見た目同様内面もまだ幼く、槇からは「イナゴ」と呼ばれからかわれている。

### その他
八岐 雪花（やぎ せっか）
声 - 三代眞子 / 米澤円
身長：164cm、スリーサイズ：82(C)/59/83。好物：ココアミントクッキー
共和国軍に所属している皇国人の女性。ロシェルは上官。
ロシェル・エリオット
声 - 新熟怒魂 / 古川慎
身長：184cm
共和国の軍人で階級は中尉。天京帝立学院に通っている。
乾 鷹人（いぬい たかひと）
声 - 一条光 / 笹沼尭羅
身長：174cm
宗仁の働いている生花店の店長。
小此木 時彦（おこのぎ ときひこ）
声 - 荒岩鉄五郎 / 速水奨
身長：160cm
先代皇帝「蘇芳帝」を殺害した反逆人。奏海を皇帝に仕立てて自らの傀儡とした。
ウォーレン・ヴァレンタイン
声 - 火焼酎胃 / 小柳良寛
身長：182cm
共和国の総督。エルザの父親。
槇 数馬（まき かずま）
声 - 黒瀬鷹 / 黒田崇矢
身長：183cm
呪装刀：黒鉄
「三祖家」のひとつ・槇家の当主。奉刀会の副会長。
呪装刀の「黒鉄」は所持者の体力を向上させ、機関銃の斉射にすら辛うじてだが耐えきるほどの耐久力を与える。
閑倉 五十鈴（しずくら いすず）
声 - 桜乃ひよ / 本多真梨子
身長：163cm、スリーサイズ：82(C)/56/81。好物：味噌汁
古杜音と同期の巫女。伊瀬野の管長。
緋彌之命（ひみのみこと）
声 - 遥そら/ 仙台エリ
身長：158cm、スリーサイズ：85(D)/57/84。好物：桃
皇国を作り上げた初代皇帝。
椎葉 千波矢（しいのは ちはや）
声 - 桐谷華 / 種﨑敦美
身長：153cm、スリーサイズ：89(E)/59/86。好物：柿
古杜音の遠い祖先。初代の齋巫女。
稲生 融（いのう とおる）
声 -  / 古川慎
身長：172cm
稲生家の遠い祖先。剣の腕前はからっきし。

## スタッフ
（出典：本編スタッフロール、ファンディスクスタッフロール）
- 制作統括・総指揮 - るね
- シナリオ - 榊原拓、内田ヒロユキ、安西秀明
  - FD -  榊原拓、内田ヒロユキ、安西秀明、加賀宮考一
- 原画・キャラクターデザイン - べっかんこう、夏野イオ
- CG統括 - 弥弛
  - FD - ぺぺる
- CG着彩 - ぺぺる、ひろた、巻道
  - FD - ひろた、巻道、弥弛
- 背景美術 - ゆうろ、阿舎利ん_16、弥弛、北川由貴
  - FD - ゆうろ、ぺぺる、阿舎利ん_16
- 音楽制作 - Active Planets
- BGM - スミイ酸、sumiisan、小高光太郎、梵陳煩
- 演出 - 北川由貴
- ムービー制作 - 北川由貴
  - FD - gram6design

## 主題歌

### 本編
テーマ曲「桃花染に咲いて」
作詞 - 永原さくら / 作曲 - sumiisan / 編曲 - HIR / 歌 – 中恵光城
オープニングテーマ「嗚呼 絢爛の泡沫（ゆめ）が如く」
作詞 - おっちょこバニー / 作曲 - 小高光太郎 / 編曲 - 小高光太郎、ラムシーニ / 歌 –ういにゃす・おっちょこバニー
エンディングテーマ「月夜に舞う恋の花」
作詞 - ういにゃす / 作曲 - 小高光太郎、Ceui / 編曲 - 小高光太郎、ラムシーニ / 歌 - ういにゃす
グランドエンディングテーマ「日ノ環-ひのわ-」
作詞 - 永原さくら / 作曲・編曲 – 佐久間きらら / 歌 - 石田千尋（Flex Art Music Inc.）
イメージ曲「刃濤舞う」
作詞 - 永原さくら / 作曲・編曲 - 小高光太郎、sumiisan / 歌 - Cheri*

### ファンディスク
オープニングテーマ「桃幻浪漫」
作詞 - 永原さくら / 作曲 - 小高光太郎、UiNA / 編曲 - 小高光太郎 / 歌 – Airots
エンディングテーマ「悠遠抄」
作詞 - 永原さくら / 作曲 - 小高光太郎、UiNA / 編曲 - 小高光太郎 / 歌 - 鈴湯 from Airots

## 反響

### 売り上げ
千の刃濤、桃花染の皇姫
本作は発売月（2016年9月）の売り上げにおいて、Getchu.comの集計では1位を記録した。発売年（2016年）においては、Getchu.comの集計では3位、アダルトゲーム月刊誌『BugBug』の集計では2位を記録した。
花あかり
ファンディスクの『花あかり』は、その発売月（2019年9月）の売り上げにおいて、Getchu.comの集計では1位（プレミアムパック）・7位（スタンダードパック）を記録した。発売年（2019年）においては、Getchu.comの集計で5位（プレミアムパック）、『BugBug』の集計では4位を記録した。

### 人気投票
| 部門名       | Getchu.com | BugBug    | アワード  |
| ------------ | ---------- | --------- | --------- |
| 総合         | 3位/20位   | 1位/20位  | 23位/50位 |
| シナリオ     | 5位/10位   | 1位/20位  | 部門なし  |
| グラフィック | 1位/10位   | 部門なし  | 部門なし  |
| 音楽         | 5位/10位   | 1位/20位  | 部門なし  |
| システム     | 5位/10位   | 7位/20位  | 部門なし  |
| ヴォイス     | 部門なし   | 3位/20位  | 部門なし  |
| ムービー     | 5位/10位   | 部門なし  | 部門なし  |
| エッチ       | 圏外/10位  | 圏外/20位 | 部門なし  |
| キャラクター | 2人/20位   | 2人/20位  | 部門なし  |

千の刃濤、桃花染の皇姫
本作は発売月（2016年9月）のユーザー人気投票において、Getchu.comの1位を獲得した。また萌えゲーアワード2016の9月月間賞を獲得した。発売年（2016年）の人気投票においては、Getchu.comでは総合部門で3位・シナリオ部門で5位・システム部門で5位・グラフィック部門で1位・ミュージック部門で5位・ムービー部門で5位・キャラクター部門で宮国朱璃が5位・椎葉古杜音が17位を獲得した。『BugBug』では総合・シナリオ・サウンド・キャラクター（宮国朱璃）の4部門で1位を獲得し「2016年の顔」となったほか、ゲーム性部門で7位・ヴォイス部門で3位を獲得した。萌えゲーアワードでは23位を獲得した（表：「2016年の美少女ゲーム人気投票における本作の位置」に一覧を示す。）。
花あかり
ファンディスクの『花あかり』は、その発売月（2019年9月）のユーザー人気投票において、Getchu.comの4位を獲得した。発売年（2019年）の人気投票においては、Getchu.comではグラフィック部門で5位を獲得し、その他の部門では圏外であった。『BugBug』では総合部門で4位・シナリオ部門で5位・サウンド部門で4位・ヴォイス部門で3位・キャラクター部門で宮国朱璃が8位を獲得した。萌えゲーアワードでは22位を獲得した（一覧表は省略する。）。

### 受賞・批評

#### Windows版
本作は萌えゲーアワード2016の9月月間賞、金賞・グラフィック賞を受賞した。デザインスタジオ威風堂の高木敬介は「ブランド人気の一つである魅力あるCGの重厚感が素晴らしく、見る者を華やかで荘厳な雰囲気にさせてくれる」と評価した。ヒロイン達の服飾は細部まで美しく、バトルシーンは力強いとした上で、「ベテランCG職人による時代を超えた堅実さのあるビジュアル」とまとめている。
またファンディスクの『花あかり』は、萌えゲーアワード2019の金賞・ファンディスク賞を受賞している。

#### PS4/PS Vita版
ファミ通によるレビューが行われている。
- 世界観に対しては「物語の舞台や登場キャラの設定の緻密さに強いこだわりが感じられる」（乱舞吉田）、「古今東西の文化が入り混じった世界観が魅力的」（本間ウララ）など肯定的な評価が上がった一方、「シリアスな戦争ものでありながら、主人公たちは現代の学園にも通っているというのは、ちょっと盛り込みすぎという気もする」（本間ウララ）、「大国の統治下に置かれたオリエンタルな国家で、呉越同舟の学園生活を送り……という舞台設定は、いささか盛りすぎの感」（戸塚伎一）などの批判があった[97]。
- 演出は「爆発のエフェクトや戦闘時の表現など、力の入った演出面は臨場感があるし、スチルの見せかたなどが凝っている」（ジゴロ☆芦田）、「CGを使ったエフェクトが随所で見られたリ、背景も細かく描かれていてキレイ」（本間ウララ）と評価された[97]。
- シナリオに関しては「ボリュームのあるひとつのシナリオを軸にした構成は、読み応えがあり」（ジゴロ☆芦田）とされながらも、「ヒロインの個別ルートは短めで、各イベントをもう少し掘り下げてもよかった」（乱舞吉田）、「朱璃以外のキャラの個別ルートが短くて、あっさりした内容に感じられる」（ジゴロ☆芦田）、「共通ルートやメインヒロインの朱璃ルートに比べると、それ以外はあっけなく感じられ」（本間ウララ）など、個別ルートが短いと評された[97]。

| \| 日付 \| 賞 \| 部門 \| 候補 \| 結果 \| 出典 \| \| ------ \| -------------------- \| ---------------- \| --------------------------------- \| ---- \| ---- \| \| 2016年 \| 萌えゲーアワード2016 \| 2016年9月月間賞 \| 千の刃濤、桃花染の皇姫 \| 1位 \| [9] \| \| 2017年 \| 萌えゲーアワード2016 \| グラフィック賞 \| 千の刃濤、桃花染の皇姫 \| 金賞 \| [10] \| \| 2019年 \| 萌えゲーアワード2019 \| 2019年7月月間賞 \| 千の刃濤、桃花染の皇姫 -花あかり- \| 2位 \| [98] \| \| 2020年 \| 萌えゲーアワード2019 \| ファンディスク賞 \| 千の刃濤、桃花染の皇姫 -花あかり- \| 金賞 \| [11] \| |                      |                  |                                   |      |        |
| 日付 | 賞                   | 部門             | 候補                              | 結果 | 出典   |
| 2016年 | 萌えゲーアワード2016 | 2016年9月月間賞  | 千の刃濤、桃花染の皇姫            | 1位  | [ 9 ]  |
| 2017年 | 萌えゲーアワード2016 | グラフィック賞   | 千の刃濤、桃花染の皇姫            | 金賞 | [ 10 ] |
| 2019年 | 萌えゲーアワード2019 | 2019年7月月間賞  | 千の刃濤、桃花染の皇姫 -花あかり- | 2位  | [ 98 ] |
| 2020年 | 萌えゲーアワード2019 | ファンディスク賞 | 千の刃濤、桃花染の皇姫 -花あかり- | 金賞 | [ 11 ] |

## 関連商品

### CD
『千の刃濤、桃花染の皇姫』OPテーママキシシングル
PVテーマ「嗚呼 絢爛の泡沫（ゆめ）が如く」、OPテーマ「桃花染に咲いて」、イメージ曲「刃濤舞う」に加え、3曲のオフボーカルバージョンを収録。ゲームに先駆けて発売された。
| #         | タイトル                                                            | 作詞             | 作曲                 | 時間 |
| --------- | ------------------------------------------------------------------- | ---------------- | -------------------- | ---- |
| 1.        | 「桃花染に咲いて」(歌：中恵光城)                                    | 永原さくら       | sumiisan             | 5:29 |
| 2.        | 「嗚呼 絢爛の泡沫（ゆめ）が如く」(歌：ういにゃす・おっちょこバニー) | おっちょこバニー | 小高光太郎           | 4:08 |
| 3.        | 「刃濤舞う」(歌：Cheri*)                                            | 永原さくら       | 小高光太郎、sumiisan | 4:40 |
| 4.        | 「桃花染に咲いて -off vocal-」                                      |                  | sumiisan             | 5:29 |
| 5.        | 「嗚呼 絢爛の泡沫（ゆめ）が如く -off vocal-」                       |                  | 小高光太郎           | 4:08 |
| 6.        | 「刃濤舞う -off vocal-」                                            |                  | 小高光太郎、sumiisan | 4:38 |
| 合計時間: | 合計時間:                                                           | 合計時間:        | 28:32                |      |
『千の刃濤、桃花染の皇姫』EDテーママキシシングル
グランドEDテーマ「日ノ環-ひのわ-」とEDテーマ「月夜に舞う恋の花」に加え、両曲のピアノバージョン及びオフボーカルバージョンを収録。
| #         | タイトル                                  | 作詞       | 作曲             | 時間 |
| --------- | ----------------------------------------- | ---------- | ---------------- | ---- |
| 1.        | 「日ノ環-ひのわ-」(歌：石田千尋)          | 永原さくら | 佐久間きらら     | 4:32 |
| 2.        | 「月夜に舞う恋の花」(歌：ういにゃす)      | ういにゃす | 小高光太郎、Ceui | 6:00 |
| 3.        | 「日ノ環-ひのわ- -Piano Instrumental-」   |            | 佐久間きらら     | 3:22 |
| 4.        | 「月夜に舞う恋の花 -Piano Instrumental-」 |            | 小高光太郎、Ceui | 6:10 |
| 5.        | 「日ノ環-ひのわ- -off vocal-」            |            | 佐久間きらら     | 4:32 |
| 6.        | 「月夜に舞う恋の花 -off vocal-」          |            | 小高光太郎、Ceui | 5:58 |
| 合計時間: | 合計時間:                                 | 合計時間:  | 30:34            |      |
千の刃濤、桃花染の皇姫 Original Sound Track
音楽CD3枚組。ゲーム内で使用された全BGM・ボーカル曲に録り下ろし曲を加えた合計68曲を収録。ジャケットは鴇田奏海。
| #         | タイトル                                     | 作詞       | 作曲     | 時間 |
| --------- | -------------------------------------------- | ---------- | -------- | ---- |
| 1.        | 「春陽の刻」                                 |            | sumiisan | 1:45 |
| 2.        | 「桃花染に咲いて-short ver.-」(歌：中恵光城) | 永原さくら | sumiisan | 2:03 |
| 3.        | 「華ごろも」                                 |            | sumiisan | 2:16 |
| 4.        | 「ゆかし香り」                               |            | sumiisan | 2:48 |
| 5.        | 「風見鶏」                                   |            | sumiisan | 2:09 |
| 6.        | 「篝火-カガリビ-」                           |            | sumiisan | 2:44 |
| 7.        | 「篝火ゆれる」                               |            | sumiisan | 2:19 |
| 8.        | 「インタアセクト」                           |            | sumiisan | 2:08 |
| 9.        | 「刃濤の中」                                 |            | sumiisan | 1:56 |
| 10.       | 「千の刃濤」                                 |            | sumiisan | 1:29 |
| 11.       | 「常世の希望」                               |            | sumiisan | 2:27 |
| 12.       | 「秋霖-シュウリン-」                         |            | sumiisan | 2:53 |
| 13.       | 「先憂」                                     |            | sumiisan | 2:25 |
| 14.       | 「蛍」                                       |            | sumiisan | 3:16 |
| 15.       | 「暮れゆく荒野」                             |            | sumiisan | 2:51 |
| 16.       | 「駆ける山風」                               |            | sumiisan | 1:49 |
| 17.       | 「霰に打たれて」                             |            | sumiisan | 1:42 |
| 18.       | 「嵐吹く」                                   |            | sumiisan | 2:00 |
| 19.       | 「追憶の闇」                                 |            | sumiisan | 1:59 |
| 20.       | 「蒼天高く」                                 |            | sumiisan | 2:54 |
| 21.       | 「岩打つ波」                                 |            | sumiisan | 2:08 |
| 22.       | 「詩種-ウタタネ-」                           |            | sumiisan | 2:59 |
| 23.       | 「うつら」                                   |            | sumiisan | 3:09 |
| 24.       | 「宵待」                                     |            | sumiisan | 3:02 |
| 25.       | 「月影」                                     |            | sumiisan | 2:47 |
| 26.       | 「朝露光る」                                 |            | sumiisan | 2:11 |
| 27.       | 「恋紡ぎ」                                   |            | sumiisan | 1:39 |
| 合計時間: | 合計時間:                                    | 合計時間:  | 63:48    |      |
| #         | タイトル                                                                        | 作詞             | 作曲       | 時間 |
| --------- | ------------------------------------------------------------------------------- | ---------------- | ---------- | ---- |
| 1.        | 「君がため」                                                                    |                  | sumiisan   | 1:55 |
| 2.        | 「嗚呼 絢爛の泡沫（ゆめ）が如く-short ver.-」(歌：ういにゃす・おっちょこバニー) | おっちょこバニー | 小高光太郎 | 1:36 |
| 3.        | 「日の照らす」                                                                  |                  | sumiisan   | 2:41 |
| 4.        | 「日の出ずる」                                                                  |                  | sumiisan   | 2:13 |
| 5.        | 「街囃子-マチバヤシ-」                                                          |                  | sumiisan   | 1:53 |
| 6.        | 「街囃子が聴こえる」                                                            |                  | sumiisan   | 1:47 |
| 7.        | 「都へ誘われて」                                                                |                  | sumiisan   | 2:39 |
| 8.        | 「都の息吹」                                                                    |                  | sumiisan   | 4:06 |
| 9.        | 「花吟-ハナウタ-」                                                              |                  | sumiisan   | 2:32 |
| 10.       | 「夢の通ひ路」                                                                  |                  | sumiisan   | 2:16 |
| 11.       | 「夢の還り路」                                                                  |                  | sumiisan   | 2:07 |
| 12.       | 「絢爛たる宮」                                                                  |                  | sumiisan   | 2:58 |
| 13.       | 「祈り届くなら」                                                                |                  | sumiisan   | 3:12 |
| 14.       | 「色絵」                                                                        |                  | sumiisan   | 3:21 |
| 15.       | 「ステイト」                                                                    |                  | sumiisan   | 2:11 |
| 16.       | 「まことの華」                                                                  |                  | sumiisan   | 2:40 |
| 17.       | 「しらつゆ」                                                                    |                  | sumiisan   | 2:29 |
| 18.       | 「桃源」                                                                        |                  | 梵陳煩     | 2:56 |
| 19.       | 「桃園」                                                                        |                  | 梵陳煩     | 3:14 |
| 20.       | 「咢-オドロ-」                                                                  |                  | sumiisan   | 2:17 |
| 21.       | 「朧-オボロ-」                                                                  |                  | 梵陳煩     | 3:04 |
| 22.       | 「烏木-ウボク-」                                                                |                  | sumiisan   | 4:32 |
| 23.       | 「烏木-ウボク- 飛翔ver.」                                                       |                  | sumiisan   | 2:51 |
| 合計時間: | 合計時間:                                                                       | 合計時間:        | 61:30      |      |
| #         | タイトル                                                            | 作詞             | 作曲             | 時間 |
| --------- | ------------------------------------------------------------------- | ---------------- | ---------------- | ---- |
| 1.        | 「桃花染の皇姫」                                                    |                  | sumiisan         | 2:29 |
| 2.        | 「嗚呼 絢爛の泡沫が如く 〜刀天彩々ver.〜」                          |                  | 小高光太郎       | 5:01 |
| 3.        | 「月夜に舞う恋の花 〜朱扇ver.〜」                                   |                  | 小高光太郎       | 6:07 |
| 4.        | 「日ノ環-ひのわ- 〜天頂孤ver.〜」                                   |                  | 小高光太郎       | 4:21 |
| 5.        | 「月夜に舞う恋の花」(歌：ういにゃす)                                | ういにゃす       | 小高光太郎、Ceui | 5:59 |
| 6.        | 「日ノ環 -ひのわ-」(歌：石田千尋)                                   | 永原さくら       | 佐久間きらら     | 4:31 |
| 7.        | 「桃花染に咲いて」(歌：中恵光城)                                    | 永原さくら       | sumiisan         | 5:28 |
| 8.        | 「嗚呼 絢爛の泡沫（ゆめ）が如く」(歌：ういにゃす・おっちょこバニー) | おっちょこバニー | 小高光太郎       | 4:09 |
| 9.        | 「神楽の奏」                                                        |                  | sumiisan         | 1:47 |
| 10.       | 「一闘入魂」                                                        |                  | sumiisan         | 1:19 |
| 11.       | 「深更」                                                            |                  | sumiisan         | 1:25 |
| 12.       | 「乱」                                                              |                  | sumiisan         | 1:40 |
| 13.       | 「呪術」                                                            |                  | sumiisan         | 2:46 |
| 14.       | 「呪術発動1」                                                       |                  | sumiisan         | 1:31 |
| 15.       | 「呪術発動2」                                                       |                  | sumiisan         | 1:38 |
| 16.       | 「呪術発動3」                                                       |                  | sumiisan         | 1:09 |
| 17.       | 「呪術発動4」                                                       |                  | sumiisan         | 0:51 |
| 合計時間: | 合計時間:                                                           | 合計時間:        | 52:11            |      |
桃幻浪漫〜『千の刃濤、桃花染の皇姫 -花あかり-』マキシシングル feat.Airots〜
『千の刃濤、桃花染の皇姫 -花あかり-』のOP曲・ED曲と「桃花絢爛〜桃花染に咲いて×嗚呼絢爛の泡沫が如くAirots篇〜」に加え、3曲のオフボーカルバージョンを収録。
| #         | タイトル                                                                 | 作詞       | 作曲             | 時間 |
| --------- | ------------------------------------------------------------------------ | ---------- | ---------------- | ---- |
| 1.        | 「桃幻浪漫」(歌：Airots)                                                 | 永原さくら | 小高光太郎、UiNA | 5:33 |
| 2.        | 「悠遠抄」(歌：鈴湯 from Airots)                                         | 永原さくら | 小高光太郎、UiNA | 4:22 |
| 3.        | 「桃花絢爛〜桃花染に咲いて×嗚呼 絢爛の泡沫が如くAirots篇〜」             |            | 小高光太郎、UiNA | 5:30 |
| 4.        | 「桃幻浪漫 -off vocal-」                                                 |            | 小高光太郎、UiNA | 5:33 |
| 5.        | 「悠遠抄 -off vocal-」                                                   |            | 小高光太郎、UiNA | 4:22 |
| 6.        | 「桃花絢爛〜桃花染に咲いて×嗚呼 絢爛の泡沫が如くAirots篇〜 -off vocal-」 |            | 小高光太郎、UiNA | 5:28 |
| 合計時間: | 合計時間:                                                                | 合計時間:  | 30:48            |      |

### 書籍
千の刃濤、桃花染の皇姫 ビジュアルファンブック
キャラクタープロフィール、キャストコメント、イラストギャラリー、ラフ画集をA4縦開きムックに収録したもの。表紙は宮国朱璃と鴇田奏海。描き下ろしB2ポスターを同梱。電子書籍化もされている。
- 発売 - 2017年3月24日（KADOKAWA）/ ISBN 978-4-04-734470-9

### その他の商品
千桃時計
ヒロイン・主人公が時間を知らせるAndroid用の時計アプリ（全9種）。衣装/背景の変更が行え、タッチするとボイスが流れる。
- バージョン：宮国朱璃、鴇田 奏海、椎葉古杜音、稲生滸、エルザ、来嶌紫乃、更科睦美、伊那子柚、鴇田宗仁
  - 制作・配信：オーガスト
  - 開発：iMel株式会社
  - 対象OS：Android OS：2.3 - 6.0（7.0は動作保証なし）

PS4/PS Vitaテーマファイル
PS4、PS Vitaにて利用可能なテーマファイルが配信されている。
- 制作・配信：ARIA
- 配信日：2017年11月10日